# ميجان إليسون
ميجان إليسون (بالإنجليزية: Megan Ellison) هي منتجة أفلام أمريكية، ولدت في 31 يناير 1986 في مقاطعة سانتا كلارا في الولايات المتحدة.

## وصلات خارجية
- ميجان إليسون على موقع IMDb (الإنجليزية)
- ميجان إليسون على موقع ألو سيني (الفرنسية)
- ميجان إليسون على موقع أول موفي (الإنجليزية)
- ميجان إليسون على موقع بوكس أوفيس موجو (الإنجليزية)
- ميجان إليسون على موقع قاعدة بيانات الأفلام السويدية (السويدية)
- ميجان إليسون على موقع قاعدة بيانات الفيلم (الإنجليزية)
- ميجان إليسون على موقع كينوبويسك (الروسية)